# 裳懸景利
裳懸 景利（もかけ かげとし）は、戦国時代の武士。小早川氏の家臣。

## 略歴
正応元年（1288年）、竹原小早川氏の初代・小早川政景は備前国裳懸庄地頭職を賜り、代々その地を受け継いでいくこととなる。その地を治めるため現地に赴いた竹原小早川氏の家臣、もしくは庶流家が、後に現地の地名をとって姓とした一族が裳懸氏である。その後、竹原小早川氏は裳懸庄を手放し、この時、裳懸氏も安芸国へ撤収している。
裳懸河内守盛聡（もりとし）の子として誕生。小早川隆景の代に活動し、その偏諱を受けて景利と名乗る。
永禄4年（1561年）、景利は毛利元就・隆元父子が小早川隆景の居城・新高山城を訪問した際、父・裳懸盛聡と共に召しだされ、杯を受けている。